# Борок (Новосельское сельское поселение)
Боро́к — деревня в Старорусском районе Новгородской области, входит в состав Новосельского сельского поселения. Площадь территории деревни 95,9 га.
Расположена на правом берегу реки Редья, в 6,5 км от автодороги Старая Русса — Холм, на которую имеет выезд через деревню Зуи. Ближайшие населённые пункты — деревни Зуи (2,4 км к западу), Жуково (2 км к северу), Сёмкина Горушка (2,7 км к югу).
В Новгородской земле эта местность относилась к Шелонской пятине. Деревня была впервые упомянута в писцовых книгах пятины 1548 года. До апреля 2010 года деревня входила в состав ныне упразднённого Пробужденского сельского поселения.

## Население
| 2010 | 2011 |
| ---- | ---- |
| 56   | ↘39  |